# Шадиев, Аскарбек Алимбаевич
Аскарбек Алимбаевич Шадиев (кирг. Аскарбек Алимбаевич Шадиев) — кыргызстанский политик, депутат Жогорку Кенеша Кыргызской Республики, заслуженный экономист Кыргызской Республики. Имеет классный чин Государственного советника государственной службы 2 класса. Соавтор историко-публицистической книги «Исхак Раззаков». Автор ряда статей в республиканских СМИ.

## Биография
Родился 31 января 1969 года в селе Голбо Лейлекского района Баткенской области.
В 1999 году окончил Кыргызский государственный университет, по специальности юрист; в 1993 г. — Кыргызский государственный университет, по специальности экономист; в 1988 г. — Фрунзенский политехнический техникум им. 60-летия СССР по специальности техник-механик.
1993—1994 гг. — Заместитель главного бухгалтера производственно-коммерческой фирмы «Сфера».
02 −07.1995 г. — Коммерческий директор ОсОО «Азнур ЛТД».
1995—2000 гг. — Вице-президент ОсОО корпорации «Датка».
2000—2002 гг. — Депутат, председатель Комитета по собственности, приватизации лицензированию законодательного собрания Жогорку Кенеша Кыргызской Республики второго созыва.
06-10.2002 г. — Заместитель министра финансов Кыргызской Республики.
2002—2003 гг. — Председатель Комитета по доходам при Министерстве финансов Кыргызской Республики — заместитель министра финансов Кыргызской Республики.
2003—2005 гг. — Глава государственной администрации — губернатор Баткенской области Кыргызской Республики.
2005—2007 гг.- Депутат Жогорку Кенеша Кыргызской Республики третьего созыва.
2007—2009 гг. — Депутат Жогорку Кенеша Кыргызской Республики четвёртого созыва, председатель комитета по экономике, бюджету и финансам Жогорку Кенеша Кыргызской Республики четвёртого созыва.
2009—2010 гг. — Председатель Комитета по бюджету и финансам Жогорку Кенеша Кыргызской Республики четвёртого созыва.
2010—2012 гг. — Министр энергетики и промышленности Кыргызской Республики.
2015—2017 гг. — Депутат Жогорку Кенеша Кыргызской Республики шестого созыва, председатель Комитета Жогорку Кенеша Кыргызской Республики по бюджету и финансам, председатель Комитета Жогорку Кенеша Кыргызской Республики по международным делам, обороне и безопасности.
С декабря 2017 года по 2018 год — был Первым вице-премьер-министр Кыргызской Республики.

## Награды
- Орден «Содружество» (24 ноября 2016 года, Межпарламентская ассамблея СНГ) — за активное участие в деятельности Межпарламентской Ассамблеи и её органов, вклад в укрепление дружбы между народами государств — участников Содружества Независимых Государств[1].
- Медаль «МПА СНГ. 25 лет» (27 марта 2017 года, Межпарламентская ассамблея СНГ) — за заслуги в деле развития и укрепления парламентаризма, за вклад в развитие и совершенствование правовых основ функционирования Содружества Независимых Государств, укрепление международных связей и межпарламентского сотрудничества[2].